# Pochazoides spreta
Pochazoides spreta är en insektsart som beskrevs av Melichar 1899. Pochazoides spreta ingår i släktet Pochazoides och familjen Ricaniidae. Inga underarter finns listade i Catalogue of Life.